# Lago di Martignano
Der Lago di Martignano (auch Martignanosee; lateinisch Lacus Alsietinus) ist ein See in Latium.

## Lage
Das Seeufer ist zwischen den Gemeinden Rom, Anguillara Sabazia und Campagnano di Roma aufgeteilt.
Der See hat einige kleinere Zuflüsse, davon die meisten jahreszeitlich eingeschränkt, jedoch keinen Abfluss. Obwohl der See sehr nahe am Braccianosee liegt, hat er zu diesem keine Verbindung.
Der See befindet sich in der Schutzzone des regionalen Naturparks der Seen von Bracciano und Martignano.

## Geographie und Geschichte
Der See ist vulkanischen Ursprungs, wie auch die Becken der Umgebung des Braccianosees, des Lago di Monterosi, der Stracciacappa und des Valle di Baccano, wobei die letzten beiden heute ausgetrocknet sind. Er ist einer der letzten Krater des Vulcano Sabatino, der vor etwa 40.000 Jahren erlosch und sich darauf mit Wasser füllte.
Er war seit der Bronzezeit, ca. 1500 v. Chr., besiedelt. Die Römer bauten mehrere Villen am Ufer. Sie besuchten den See zur Sommerfrische und nutzten das Wasser über den Aquädukt der Aqua Alsietina, der im Jahr 2 v. Chr. von Augustus erbaut wurde, um die Naumachia in Trastevere zu versorgen, die Julius Caesar gewidmet war. Erst in der Völkerwanderungszeit wurde die Gegend um den See entvölkert, da die Menschen in den befestigten Städten Schutz suchten.
Am See gibt es heute keine Siedlungen bis auf wenige landwirtschaftliche Gebäude und da er nicht mit Straßen erschlossen ist, blieb der See fast unberührt. Heute ist er ein beliebtes Ziel für Badegäste, Wanderer und Kanusportler.
Die Außenaufnahmen im Haus der Fee zur Filmserie Pinocchio aus dem Jahre 1972 fanden hier statt.

## Galerie

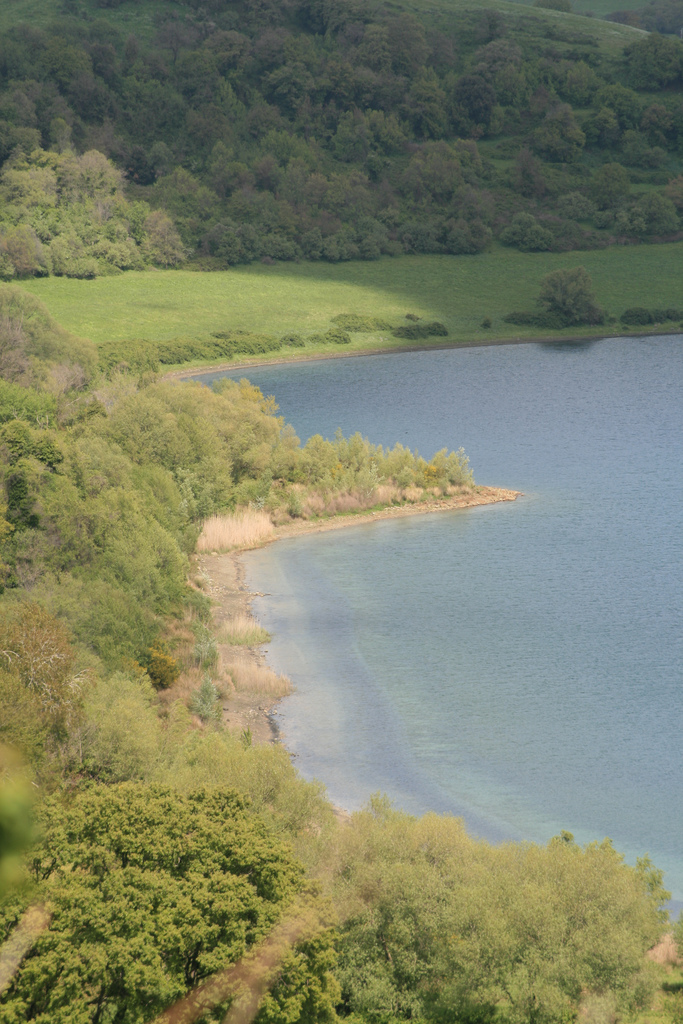
Lago di Martignano
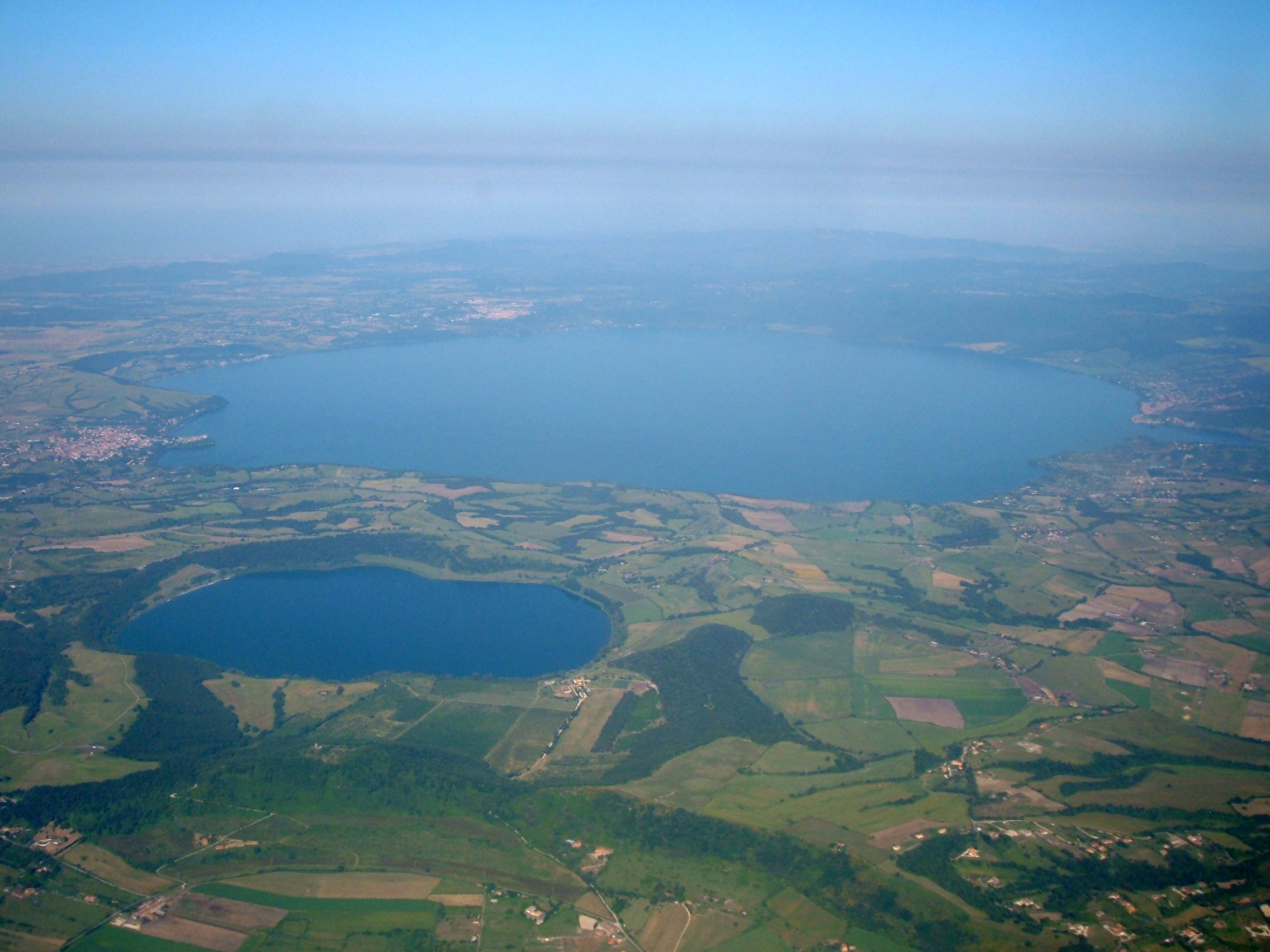
Lago di Martignano vorne, Braccianosee hinten
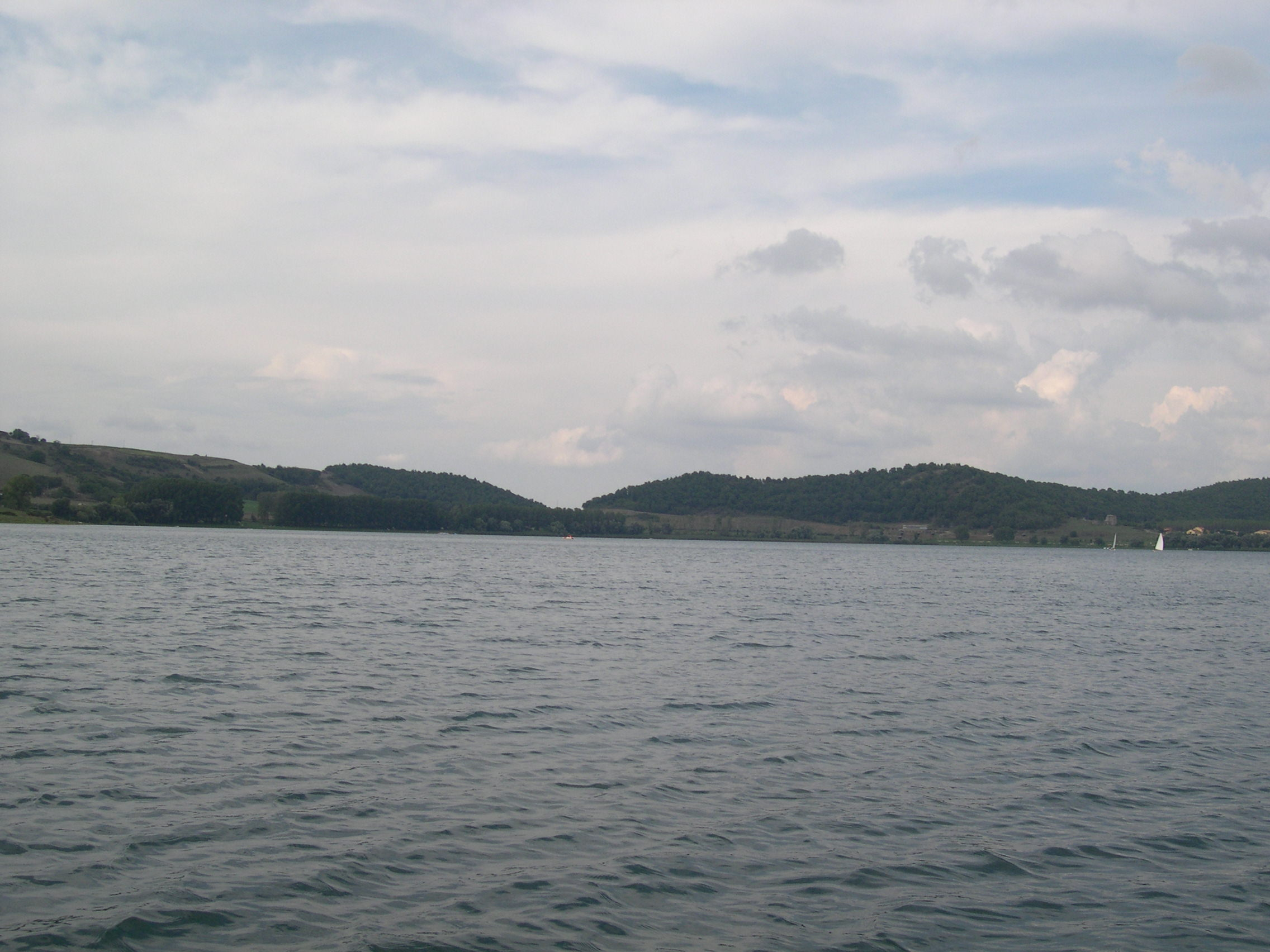
Lago di Martignano